# Nimsoft
Nimsoftは、ITインフラストラクチャ内のネットワーク・デバイス、サーバ、データベース、アプリケーション、仮想環境など、クラウド等の外部環境およびデータセンター等の内部環境におけるシステムやサービスを監視・管理するソフトウェア製品群のブランド、ならびに企業。

## 歴史
1998年にNimbus Software（注：Nimbus Dataとは異なる）がノルウェイのオスロで設立され、またConverse Softwareが、Nimbus Softwareの米国販売代理店として2002年にシリコンバレーに設立された。2004年にConverse SoftwareがNimsoft Softwareと合併され、Nimsoftとなった。米国代理店の創業者であるゲイリー・リードが、最高経営責任者（CEO）に任命され、本社はシリコンバレーに設立された。2007年には、JMI EquityとNorthzoneから1030万ドルの資金調達をし、 2008年4月、コロラド州のフォートコリンズにビジネスサービス管理の訴求のための新たな研究開発所を設立した。 またサンフランシスコビジネスタイムズ紙の“ビジネスタイムズ2008”で“最も働きやすい会社”として賞を受賞し、その後 2008年10月には、ゴールドマン・サックスから1200万ドルの資金調達に成功する。
2009年5月、 Nimsoftはグラフ理論を用いたネットワーク検出、トポロジマッピング、および根本原因分析（RCA ）等の機能をもつCittioを買収した。同年10月、NimsoftはITインフラストラクチャをベースとしたSaaSやクラウドコンピューティングなどを含む、外部にホストされたシステムおよびサービスを監視する統合監視アーキテクチャを発表した。
2010年3月、CA Inc.が3.5億ドルでNimsoftを買収したと発表。NimsoftはLead411の"もっとも人気のあるシリコンバレーの企業"の一つに選ばれた。同年9月、 NimsoftはVCE社Vblockのサポートを開始する。
2011年4月、 Nimsoftは、IT監視とサービス管理を一元管理する統合監視ソフトウェアを発表し、同年6月にはNetAppストレージのサポート開始を発表した。 CA は7月にオランダを拠点としていたWatchMouseを買収し、そのソフトウェアの機能をNimsoftに統合した。
2012年10月からはCA TechnologiesがCA Technologiesの1ブランドとしてNimsoftを販売している。